# Rhizopsammia verrilli
Rhizopsammia verrilli är en korallart som beskrevs av van der Horst 1922. Rhizopsammia verrilli ingår i släktet Rhizopsammia och familjen Dendrophylliidae. Inga underarter finns listade i Catalogue of Life.